# Демонстрация на Червения площад през 1968 г.
Демонстрацията на Червения площад на 25 август 1968 г., (на руски: Демонстрация 25 августа 1968 года), наричана още „демонстрация на седемте“, се провежда от група от осем съветски дисиденти. Те протестират срещу навлизането в Чехословакия на войските на СССР и други страни от Варшавския договор, проведено в нощта на 20 срещу 21 август с цел потушаване на обществено-политическите реформи, известни като „Пражката пролет“. Този протест се превръща в едно от най-значимите действия на съветските дисиденти.

## Провеждане
Демонстрацията е седяща и се провежда на т.нар. „Лобно място“ на Червения площад в Москва. Осем демонстранти – Константин Бабицки, Татяна Баева, Лариса Богораз, Наталия Горбаневска, Вадим Делоне, Владимир Дремлюга, Павел Литвинов и Виктор Файнберг – точно в 12 часа на обед разгъват малко чехословашко знаме и разгръщат плакати с лозунги, някои от които са:
- Губим най-добри приятели,
- Да живее свободна и независима Чехословакия! (написан на чешки),
- Позор за окупаторите!,
- Долу ръцете от Чехословакия!,
- За вашата и нашата свобода!,
- Свобода за Дубчек!

В рамките на няколко минути демонстрантите са арестувани от милицията и КГБ, патрулиращи по Червения площад в цивилни дрехи, пребити са и отведени в полицейски участък.
По-късно Т. Баева си спомня: 12 часа Пладне. Седнахме.<...> В началото, 3 – 5 минути, само публиката ни обкръжава недоумяващо. Наташа държи знамето на Чехословакия в протегната ръка. Тя говори за свободата, за Чехословакия. Тълпата е глуха ... Изведнъж изсвирване и 6 – 7 мъже в цивилни дрехи тичат от мавзолея – всички те ми се сториха високи, на 26 – 30 години. Налетяха с викове: „Продадоха се за долари!“ Изтръгнаха лозунгите, след минута объркване – знамето. Единият от тях с викове „Бий евреите!“ започна да рита Файнберг по лицето с краката си. Костя се опитва да го прикрие с тялото си. Кръв! Скачам от ужас. Друг удря Павлик с чанта. Публиката гледаше одобрително, само една жена се възмути: „Защо бой!“  Лариса Богораз разказва, че първите нападатели само са им изтръгнали лозунгите, а след това други ги ограждат, за да ги скрият от насъбралите се хора, и почват побоя. Блузата ѝ е цялата в кръвта на Файнберг, а нея я влачат за косата.
В първите часове на ареста, когато са оставени заедно, участниците се разбират да кажат, че 21-годишната Татяна Баева просто се е оказала случайно там. В резултат на това тя е освободена, но все пак я изключват от университета; продължава дисидентската си дейност. И по-нататък приятелите ѝ се стараят да не напомнят на властите за нейното участие, затова стават известни като „седемте“.

## Съд и наказания
Демонстрантите са дадени под съд (съдия Валентина Лубенцова). Съдът не успява да установи кой протестиращ точно кой плакат е издигнал, но всички плакати са квалифицирани като клеветнически. Усилията на демонстрантите и адвокатите  да убедят съда в отсъствието на престъпление са напразни. Съвременници смятат, че присъдите в такива случаи са били готови още преди процеса. 
- Виктор Файнберг – при задържането на осмината на Червения площад на него са му избити всичките предни зъби, затова властите преценяват, че появата му в съда е неудобна. Изход е намерен – изпратен е на психиатричен „преглед“, обявен е за невменяем и затворен в психиатрична болница (тогава съдът може да вземе решение без присъствието на лицето и без право на обжалване пред по-горна инстанция). В документа на комисията действията му се описват като „нарушение на обществения ред на Червения площад“, без да се споменава протеста срещу инвазията в Чехословакия, но се отбелязва, че изказва идеи за реформаторство на учението на класиците на марксизма. Файнберг прекарва 4 години в Ленинградската специална психиатрична болница – от януари 1969 г. до февруари 1973 г. [6]

- Наталия Горбаневска, която по време на акцията е с бебе на 3 и половина месеца, първоначално е освободена. Но арестът ѝ просто е отложен – арестувана е през декември 1969 г. Обвинена е по член 190.1 от Наказателния кодекс на РСФСР за демонстрация на Червения площад срещу влизането на съветските войски в Чехословакия, поставена ѝ е диагноза „бавнопротичаща шизофрения“ – според професор Лунц „възможността за бавна шизофрения не се изключва“ и „трябва да бъде обявена за луда и да бъде поставена на принудително лечение в психиатрична болница от специален тип.“ Там тя прекарва повече от две години. Освободена е в резултат на силна кампания на западните психиатри при представянето на голяма документация за психиатричните репресии в СССР. [6][1]

Останалите демонстранти са осъдени (9 – 11 октомври 1968 г.) по членове от Наказателния кодекс на РСФСР 190 – 1 („разпространение на клеветнически измислици, които клеветят съветския обществен и политическ строй“) и 190 – 3 („групови действия, които грубо нарушават обществения ред“):
- Вадим Делоне е осъден на три години затвор.[1][9]
- Владимир Дремлюга – 2 години и 10 месеца затвор.[1] В края на срока е осъден на още три години поради антисъветски изказвания пред затворници.
- Павел Литвинов е осъден на 5 години заточение, което отбива в Забайкалието.[1]
- Лариса Богораз – 4 години заточение, в Иркутска област.[1]
- Константин Бабицки – осъден на три години заточение, отбива го в Коми АССР. [1]

## Историческо значение
Лозунгът „За вашата и нашата свобода!“, идва от Александър Херцен, който през 19 век подкрепя полските въстаници, борещи са за независимост от Руската империя. Свободата на Полша тогава се свързва със свободата вътре в Русия. Свобода на Чехословакия през 20 век е неделима от свободата в СССР. По думите на Лариса Богораз, майките дисидентки са мислели за по-свободното бъдеще на децата си, за което трябва да се преборят.
По думите на Н. Горбаневска участието на всеки един е основано на личния морал и чувството за лична отговорност пред историята на тяхната страна – опит да спрат поне за миг „потока от разюздани лъжи и страхливо мълчание и да покажат, че не всички граждани на нашата страна са съгласни с насилието, което се извършва от името на съветския народ.“ 
Наистина още на следващия ден пражкият вестник Literární listy излиза с редакционна статия, в която пише: „Тези седем души на Червения площад са поне седем причини, поради които ние никога няма да можем да мразим руснаците.“ След 1989 г. са им оказани почести от град Прага, правителството и Вацлав Хавел.
След присъдите постепенно започва да излиза наяве съветската практика да се затварят здрави хора в психиатрични болници по политически причини. Световната асоциация на психиатрите, убедена от много доказателства, я осъжда.

## Памет
Смята се, че участниците в демонстрацията Павел Литвинов, Наталия Горбаневская и Лариса Богораз са възпети от Юлий Ким в песента „Монолог на пияния генерален секретар“. Песента всъщност е написана преди тези събития. Наталия Горбаневска я нарича „пророческа“ и пише, че демонстрантите са си я спомнили, седейки в полицейското управление след задържането им на Червения площад. 
А где ты там, цензура-дура? / Ну-ка, спой, как давеча./
Эх, раз, ещё раз, / ещё много-много раз, /
ещё Пашку, / и Наташку, / и Ларису Богораз!
- 40 години по-късно, на 24 август 2008 г., на същото място се провежда подобна демонстрация с един от лозунгите от 1968 г. – „За вашата и нашата свобода“. „Акцията е посветена на борбата за граждански права и няма нищо общо със събитията в Грузия“, заявява един от участниците.
- 45 години по-късно, на 25 август 2013 г., на същото място на Червения площад отново се провежда демонстрация под лозунга „За вашата и нашата свобода.“ Групата е от 12 души, включително участничката в демонстрацията на 25 август 1968 г. Наталия Горбаневска, поетеса и активист за правата на човека. Скоро 10 души са задържани от полицията, без Горбаневска.[12]
- 48 години по-късно, на 25 август 2016 г., на същото място на Червения площад под лозунги „За вашата и нашата свобода“, „Русия ще бъде свободна“, „Губим най-добри приятели“, отново се провежда неразрешен протест. Плакати с лозунги са разгърнати от група от 6 души: Ирина Яценко, Виктор Капитонов, Игор Клочков, Олга Сонина, Алексей Дмитриев, Артур Артигулас. Скоро всички са задържани от полицията и са им съставени протоколи съгласно 20.2 част 5/8 [13] .
- 50 години по-късно, на 25 август 2018 г., на Червения площад с лозунга „За вашата и нашата свобода“ са задържани Сергей Шаров-Делоне (племенник на Вадим Делоне), Анна Красовицка (внучка на Наталия Горбаневска), Леонид Гозман. Анна Красовицка е с плакат „Свобода за Сенцов ”.[14]